# 西郊街道 (白城市)
西郊街道，是中华人民共和国吉林省白城市洮北区下辖的一个乡镇级行政单位。

## 行政区划
西郊街道下辖以下地区：
河北村、丰产村、向阳村、于家村、代家村、二龙村、纯阳村、朝阳村、东兴村、保平村、交通村、朱家村、铁岭村和保胜村。